# Annie Bartels-Striethorst
Johanna Antonia Maria (Annie) Bartels-Striethorst (Amsterdam, 26 maart 1886 - Ravensbrück, 29 januari 1945) was een Nederlands verzetsstrijder tijdens de Tweede Wereldoorlog. Ze was de echtgenote van de "Nacht und Nebel" gevangene Johan Jacob Franciscus Bartels en moeder van de verzetsstrijder Els (Elisabeth Geertruida) Bartels.

## Biografie
Toen in 1940 de Tweede Wereldoorlog in Nederland uitbrak, voerde de man van Bartels-Striethorst, Jan Bartels, leider van de Ordedienst, als een van de eersten verzetsacties uit tegen de Duitse bezetter. Op 26 september 1941 werd hij in hun huis te Laren gearresteerd, waarna hij nooit meer door zijn vrouw werd teruggezien. Gedurende de rest van de oorlog verborg Annie Bartels-Striethorst vijf Joden in het pand. Op 16 februari 1944 werd er een inval gepleegd in het huis, waarbij slechts een van de onderduikers, Ella Schöndorff, wist te ontsnappen. De anderen, inclusief Bartels-Striethorst, werden gedeporteerd naar concentratiekampen en vernietigingskampen. De Joodse Edgar Weinberg is als enige teruggekeerd. Hij was in Auschwitz geplaatst.
Annie Bartels-Striethorst overleed op 29 januari 1945 in het concentratiekamp Ravensbrück. Ze was toen 58 jaar.

## Eerbetonen
- Haar naam staat vermeld op de Erelijst van Gevallenen 1940-1945.[2]
- In Laren is in 1987 het Bartelspaadje vernoemd naar het echtpaar Jan en Annie Bartels.
- In Heerhugowaard is in 1999 het herdenkingsmonument Vrouwen uit het verzet geplaatst, dat is vervaardigd door Elly Baltus. In de sokkel zijn 22 namen van omgekomen verzetsvrouwen gegraveerd, waaronder die van Annie Bartels-Striethorst.
- In juli 2024 werden voor het huis van Jan en Annie Bartels vijf Stolpersteine geplaatst, voor de bewoners en de drie vermoorde onderduikers.[3]
- Zij ontving het Verzetsherdenkingskruis en de Yad Vashem onderscheiding